# استان پونتارناس
پونتارناس (به انگلیسی: Puntarenas) بزرگترین استان کشور کاستاریکا است که در بخش غربی این کشور واقع شده‌است. این استان بیشترین میزان خط ساحلی کشور کاستاریکا با اقیانوس آرام را دارای می‌باشد. پونتارناس با استان‌های گواناکاسته، سن خوزه، لیمون و کشور پاناما هم‌مرز است. شهر پونتارناس مرکز آن است و این استان وسعتی به مساحت ۱۱٬۲۶۶ کیلومترمربع را پوشش داده و جمعیت آن بالغ بر ۴۱۰٬۹۲۹ نفر بوده و دارای ۱۱ کانتون می‌باشد.